# 아프리카줄무늬족제비
아프리카줄무늬족제비(Poecilogale albinucha)는 족제비과에 속하는 포유류의 일종이다. 사하라 이남 아프리카에서 발견되는 작은 줄무늬족제비로 아프리카줄무늬족제비속(Poecilogale)의 유일종이다.

## 특징
아프리카에 서식하는 식육목 포유류 중에서 가장 작은 종의 하나이고, 가늘고 긴 몸과 짧은 다리를 갖고 있다. 성장한 아프리카줄무늬족제비의 몸길이는 27~32cm, 꼬리 길이는 16~22cm 정도이다. 수컷 몸무게는 평균 339g으로 251g의 암컷보다 비교적 크다. 검은색 모피에 네 줄의 흰색과 희미하고 누르스름한 줄무늬가 등쪽으로 이어진다. 머리 윗부분에 흰 반점이 있고, 흰꼬리를 갖고 있다.
머리는 가늘고 길며, 작은 눈과 짧고 넓은 주둥이 그리고 잛은 귀를 갖고 있다. 열육치는 짧고 송곳니는 길다. 날카롭게 굽은 발톱과 긴 붓꼬리를 갖고 있다. 암컷은 4개의 젖꼭지를 갖고 있다. 다른 족제비과 동물처럼, 아프리카줄무늬족제비는 회음부에 사향 분비선이 잘 발달해 있어, 다른 동물로부터 위협을 느낄때 이를 분비할 수 있다.

## 분포 및 서식지
대부분 적도 이남 아프리카에서 서식한다. 북쪽의 콩고민주공화국과 케냐부터 남쪽의 남아프리카공화국에 걸쳐 발견된다. 이 지역의 사바나 기후 지역에서 주로 서식하지만, 숲과 초원에서도 발견될 수 있다. 주로 해발 1500m 이하에서 살지만, 해발 2200m의 고지대에서 발견되기도 한다.